# 吉林省国家安全厅
吉林省国家安全厅是吉林省人民政府主管全省国家安全工作的部门。负责和管理地区防范，打击危害国家安全行为的工作。

## 历任厅长
- 曲庆江（20130328-现今）[4]
- 张升东[5]